# Bandtrockner
Der Bandtrockner ist ein Apparat der thermischen Verfahrenstechnik zum kontinuierlichen Trocknen und Kühlen von Schüttgütern, Pasten, Fasern, Formteilen und Platten mit Hilfe von Luft, Inertgas oder Rauchgas. Eine spezielle Anwendung dieses Gerätes erlaubt das Schrumpfen von PE-Folie oder POL-Folie in der Verpackungs- oder Druckindustrie (siehe auch Schrumpffolienverpackung).

## Funktionsweise
Der Bandtrockner oder auch Bandkühler ist ein Apparat für eine besonders schonende Produktbehandlung.
Das Nassgut wird kontinuierlich und gleichmäßig in einer Einlaufkammer aufgegeben und durchläuft meist auf horizontal angeordneten, perforierten Trocknungsbändern die Trocknungskammern. Dabei wird es von Heizgasen durch- bzw. überströmt und getrocknet. Der Trocknungsraum ist in mehrere Kammern unterteilt, die jeweils mit einem Umluftventilator und einem Heizregister ausgerüstet sein können. Jede Trocknerzelle kann dadurch individuell gesteuert werden. Die Produktanströmgeschwindigkeiten der Trocknungs-/Kühlungsluft können in jeder Zelle variiert werden. Darüber hinaus kann die Transportgeschwindigkeit des Trocknungsguts variiert werden, womit ein zusätzlicher Parameter für die Einstellung der Trocknungszeit des Gutes gegeben ist.
Die Beheizung oder Kühlung der Zellen kann direkt oder indirekt erfolgen, wobei alle Heizmedien wie Öl, Dampf, Warmwasser oder Heißgase einsetzbar sind.

## Konstruktionsmerkmale
Der Bandtrockner wird im Baukastenprinzip ausgeführt. Jeder Bandtrockner besteht aus dem Einlaufkopf, den Trocknerzellen und dem Auslaufkopf.
Es existieren die verschiedensten Trocknerarten wie z. B.
- Einbandtrockner
- Mehrstufentrockner
- Mehretagentrockner
- Mehrbandtrockner

### Belüftungsvarianten
Man kann grundsätzlich zwischen Durchström- und Überströmtrocknern unterscheiden. Die Anströmrichtung kann entsprechend dem Behandlungsverfahren von oben nach unten, von unten nach oben, durch oder seitlich über das Produkt gewählt werden.

### Beispielhafte Transportbandvarianten
- Kettengeführtes Drahtgewebeband
- Kettengeführtes Scharnier-Plattenband
- Kettengeführtes Blechplattenband
- Kettenloses Drahtgewebeband

### Produktaufgabevarianten
- Walzengranulator – Filterkuchen oder formlose bzw. pastenförmige Produkte
- Schwenkband – empfindliche, schüttfähige Produkte
- Verteilerschnecke
- Dreharm-Aufgabevorrichtung – formfeste Produkte
- Plattenaufgabe

## Typische Anwendungsfälle
Der Bandtrockner wird in folgenden Industriezweigen benutzt:
- Chemische Industrie
- Pharmazeutische Industrie
- Nahrungsmittel- und Futtermittel-Industrie
- Steine-Erden-Industrie
- Kunststoff-Industrie
- Holz-Industrie (z. B. Furniertrockner)
- Keramik-Industrie
- Druckindustrie

### Produktbeispiele
Holzfurniere, Holzfaserdämmstoffplatten, Farbpasten, Pressmassen, synthetischer Kautschuk, Superabsorber, Stearate, Katalysatormassen, Koks, Obst, Gemüse,Kräuter,Cerealien, Hackschnitzel.